# Érico VII da Suécia
Érico VII (m. 1067), às vezes chamado de Érico, filho de Estenquilo, foi, de acordo com Adão de Brema, o Rei da Suécia entre 1066 e 1067 junto com Érico VIII, com ambos disputando o trono até a morte. Pouco se sabe sobre eles. Alguns historiadores posteriormente especularam que um era cristão e o outro pagão, porém não há nenhuma base histórica para tal afirmação. Depois dos dois Éricos morrerem numa grande batalha, Halstano, filho do rei Estenquilo, ascendeu ao trono.